# پیردزبوس
پیردزبوس (به لاتین: Peerdsbos) یک جنگل در بلژیک است که در Schoten, Brasschaat; Antwerp province واقع شده‌است.